# Такома-Парк (Меріленд)
Такома-Парк (англ. Takoma Park) — місто (англ. city) в США, в окрузі Монтгомері штату Меріленд. Населення — 17 629 осіб (2020).

## Географія
Такома-Парк розташована за координатами 38°58′49″ пн. ш. 77°0′8″ зх. д. / 38.98028° пн. ш. 77.00222° зх. д. (38.980302, -77.002315).  За даними Бюро перепису населення США в 2010 році місто мало площу 5,41 км², з яких 5,39 км² — суходіл та 0,01 км² — водойми.

## Демографія
Згідно з переписом 2010 року, у місті мешкало 16 715 осіб у 6569 домогосподарствах у складі 3904 родин. Густота населення становила 3091 особа/км².  Було 7162 помешкання (1325/км²).
Расовий склад населення:
| - 49,0 % — білих - 35,0 % — чорних або афроамериканців - 4,4 % — азіатів - 0,3 % — корінних американців - 0,1 % — вихідців з тихоокеанських островів - 6,5 % — осіб інших рас |

До двох чи більше рас належало 4,8 %. Частка іспаномовних становила 14,5 % від усіх жителів.
За віковим діапазоном населення розподілялося таким чином: 22,4 % — особи молодші 18 років, 67,6 % — особи у віці 18—64 років, 10,0 % — особи у віці 65 років та старші. Медіана віку мешканця становила 38,0 року. На 100 осіб жіночої статі у місті припадало 87,2 чоловіків;  на 100 жінок у віці від 18 років та старших — 84,2 чоловіків також старших 18 років.
Середній дохід на одне домашнє господарство  становив 111 429 доларів США (медіана — 82 735), а середній дохід на одну сім'ю — 129 583 долари (медіана — 109 868). Медіана доходів становила 66 233 долари для чоловіків та 61 655 доларів для жінок. За межею бідності перебувало 7,3 % осіб, у тому числі 5,8 % дітей у віці до 18 років та 9,6 % осіб у віці 65 років та старших.
Цивільне працевлаштоване населення становило 10 075 осіб. Основні галузі зайнятості: освіта, охорона здоров'я та соціальна допомога — 26,1 %, науковці, спеціалісти, менеджери — 16,6 %, публічна адміністрація — 12,5 %.